# Veronica rockii
Veronica rockii är en grobladsväxtart. Veronica rockii ingår i släktet veronikor, och familjen grobladsväxter.

## Underarter
Arten delas in i följande underarter:
- V. r. rockii
- V. r. stenocarpon